# Longford Circuit
Der Longford Circuit war eine temporäre Motorsport-Rennstrecke auf öffentlichen Straßen in Longford, Australien. Die Strecke befand sich am nördlichen Rand der Stadt.

## Geschichte
Das erste Rennen fand am Labor-Day-Wochenende des Jahres 1953 statt, wobei die Hauptrennen am 2. März (einem Montag) stattfanden. Maurice Quincey gewann das Motorradrennen, wobei er Runden mit einer Durchschnittsgeschwindigkeit von um die 140 km/h fuhr. Der Große Preis von Australien wurde 1959 und 1965 auf dem Longford Circuit ausgetragen. Zudem fand jeweils eine Runde der Tasman Series in den Jahren 1964 bis 1968 statt. 1959, 1964 und 1966 fuhr die Australian Tourist Trophy hier. Ebenfalls wurde die Australian Touring Car Championship 1962 in Longford ausgetragen. Die Australian Drivers’ Championship gastierte von 1958 bis 1965 hier.
Der Ausbau der Strecke wurde staatlich finanziert und Anfang der 1960er Jahre ließ man die Strecke verbreitern, was zu noch höheren Geschwindigkeiten führte. Fuhr Doug Whiteford 1958 in seinem Maserati 300S noch eine maximale Geschwindigkeit von 241 km/h, so erreichte Chris Amon zehn Jahre später bereits eine Höchstgeschwindigkeit von 292 km/h. Durch die hohen Geschwindigkeiten wurden die Autos über die Kuppen leichter und neigten dazu, auszubrechen. 1964 verunglückte der US-Amerikaner Tim Mayer tödlich, als er die Kontrolle über sein Auto verlor und mit einem Baum kollidierte. Nur ein Jahr zuvor war Lex Davison auf ähnliche Art und Weise verunfallt, wobei der Unfall bei ihm jedoch glimpflicher ausging. 1965 kam es zu weiteren tödlichen Unfällen. Der australische Motorradrennfahrer Dennis Wing verunglückte auf seiner 350er-Norton im Training. Während des Rennens überschlug sich Rocky Tresise, bei dessen Unfall er und ein Photograph ums Leben kamen. Robin Pare überschlug sich ebenfalls mit seinem Lotus Cortina und verletzte sich schwer, überlebte den Unfall jedoch.

“It was an extraordinarily quick circuit. It was basically a rectangle, and by the time you were halfway down the straight you were absolutely flat out. It was a wonderful circuit in the dry, but in the wet it had the potential to be bloody dangerous.”

„Es war ein außergewöhnlich schneller Kurs. Es war im Prinzip ein Rechteck und wenn man die Hälfte einer Geraden absolviert hatte, war man bereits Vollgas unterwegs. Es war ein wundervoller Kurs im Trockenen, aber im Nassen hatte er das Potential saugefährlich zu sein.“

Die Streckenführung war, selbst unter Betrachtung der damaligen Sicherheitsstandards, extrem herausfordernd. Unter anderem führte die Strecke unterhalb eines Viaduktes durch. Die Fahrer überquerten den South Esk River zweimal. Zuerst über die hölzerne „Kings Bridge“, danach über die ebenfalls aus Holz gebaute „Long Bridge“. Dazwischen führte die Strecke über einen Bahnübergang.

“It was over railway lines, onto a bridge with a curve in it, with well-spaced wooden railings which you could force a car through. You were coming on to a slippery piece of oily board over a river. That was the safety procedure! It made the Nürburgring look quite safe.”

„Es ging über Eisenbahngleise, auf eine Brücke mit einer Kurve, mit Leitplanken aus Holz die so weit auseinander waren, dass man ein Auto durchdrücken hätte können. Du kamst auf ein rutschiges und öliges Brett, welches über einen Fluss führte. Das waren die Sicherheitsmaßnahmen! Es ließ den Nürburgring ziemlich sicher aussehen.“

Bruce McLaren wurde 1965 der erste Fahrer, dem es gelang eines der großen Rennen auf dem Kurs zweimal zu gewinnen. Nach dem Rennen der Tasman Series im Jahre 1968 wurde der Rennbetrieb aus finanziellen Gründen eingestellt.

## Rundenrekord
Die schnellste Rundenzeit von 2:12.6 min wurde am 2. März 1968 von Chris Amon in einem Ferrari 330P4 erzielt. Die Durchschnittsgeschwindigkeit betrug dabei 196,6 km/h (122,2 mph). Diese Runde blieb die schnellste Runde in Australien, bis 1987 der Calder Park Thunderdome in Melbourne eröffnet wurde. Dieser jedoch ist ein 1,8 Kilometer langer Ovalkurs. der Longford Circuit blieb der schnellste australische Straßenkurs bis 1996, als die Formel 1 das erste Rennen im Albert Park in Melbourne austrug.

## Fahrer
Die Liste der Fahrer, welche in Longford antraten, liest sich wie ein „Who’s Who“ der Grand Prix Szene der 1960er Jahre. Neben anderen zahlreichen bekannten Namen fuhren die Formel-1-Weltmeister Jack Brabham, Jim Clark, Graham Hill, Phil Hill, Denis Hulme und Jackie Stewart auf dem Kurs.

## Heutzutage

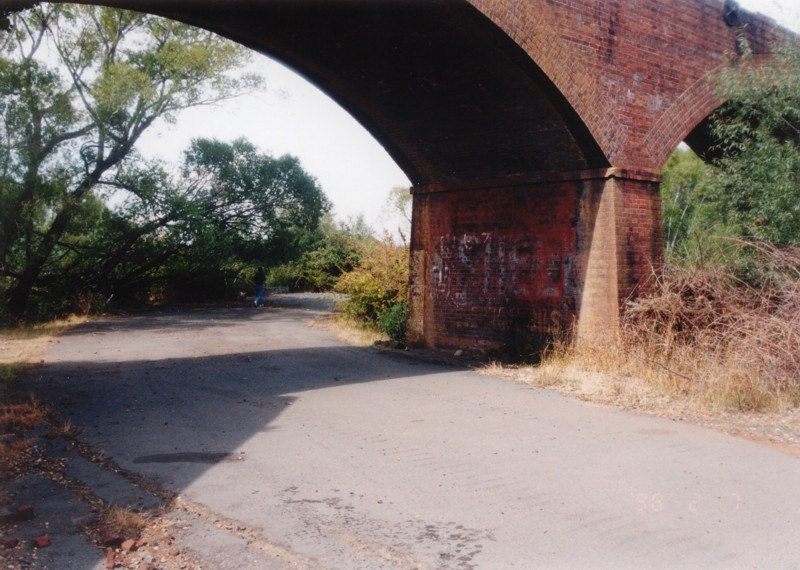
Die Viadukt-Kurve heutzutage.

Der originale Kurs ist in der Form nicht mehr vorhanden. Die beiden Brücken wurden zerstört und eine Autobahn führt mittlerweile über die Strecke. 2011 wurde jedoch das Longford Revival Festival zum ersten Mal ausgetragen, welches auf der Pateena Road (The Flying Mile) stattfindet.